# Oxymycterus josei
Oxymycterus josei — вид гризунів в межах триби Akodontini й підродини Sigmodontinae. 

## Поширення
Цей вид зустрічається в південному Уругваю, на південь від Ріо-Негро. Живуть у водно-болотних угіддях, чагарниках, вологих луках, піщаних районах.

## Основні загрози
Основні загрози: руйнування місць існування, розвиток туризму, зростання міст. Не знайдений в охоронних територіях.